# Ogun (Fluss)
Der Ogun ist ein Fluss im Südwesten Nigerias.

## Verlauf
Der Ogun entspringt im Bundesstaat Oyo, etwa 50 km nordöstlich der Stadt Saki. Er fließt in südliche Richtung. Er durchfließt den Old-Oyo-Nationalpark, an dessen südlichem Ende er mit dem Ikere-Gorge-Damm zu einem See aufgestaut wird. Er fließt weiter in südsüdwestliche Richtung durch den Bundesstaat Ogun, bis er bei Abeokuta seinen wichtigsten Nebenfluss, den Oyan, von rechts aufnimmt. Der Ogun mündet schließlich im Bundesstaat Lagos, bei der Stadt Lagos in die Lagune von Lagos.

## Hydrometrie
Die Durchflussmenge des Ogun wurde am Pegel Akute an der Mündung in m³/s gemessen.